# Божи (Оаза)
Божи (фр. Baugy) насеље је и општина у североисточној Француској у региону Пикардија, у департману Оаза која припада префектури Компјењ.
По подацима из 2011. године у општини је живело 303 становника, а густина насељености је износила 42,26 становника/km². Општина се простире на површини од 7,17 km². Налази се на средњој надморској висини од 98 метара (максималној 105 m, а минималној 41 m).

## Демографија
| 1962. | 1968. | 1975. | 1982. | 1990. | 1999. | 2011. |
| ----- | ----- | ----- | ----- | ----- | ----- | ----- |
| 216   | 220   | 218   | 221   | 233   | 263   | 303   |

График промене броја становника у току последњих година